# Біле озеро (Верхньодвінський район)
Бі́ле (біл. Белае) або Бі́ле Ко́тлярово — невелике озеро в Верхньодвінському районі Вітебської області Білорусі.
Озеро розташоване за 38 км на північний схід від міста Верхньодвінськ, на висоті 125 м над рівнем моря. Північний берег є кордоном з Росією, але озеро повністю належить до Білорусі. Тип озера — евтрофне, мілководне.
Довжина озера — 3,03 км, ширина — 2,73 км, площа — 5,52 км². Озеро мілководне, максимальна глибина — 6,1 м, об'єм води — 15,75 млн м³. Довжина берегової лінії — 9 км. В озеро впадають 3 невеликих струмки, площа водозбору — 41,2 км². З озера витікає річка Білевиця, що тече по території Росії, впадає до озера Лісно (територія Білорусі), басейну річки Свольна. Прозорість води — 80 см.
Береги невисокі, вкриті лісами, на узбережжі — зарості очерету.